# Prorella insipidata
Prorella insipidata là một loài bướm đêm trong họ Geometridae.